# Rattus tanezumi
Rattus tanezumi és una espècie de mamífer rosegador de la família dels múrids que viu a l'Afganistan, Bangladesh, Cambodja, Xina, Fiji, l'Índia, Indonèsia, Japó, Corea, Laos, Malàisia, Myanmar, el Nepal, el Pakistan, les Filipines, Taiwan, Tailàndia i el Vietnam.